# ニーズ札幌
株式会社ニーズ札幌（ニーズさっぽろ）は、北海道札幌市東区に本社を置くトランスポーター内装の設計・施工・販売、新車・中古車の販売などを行う企業である。

## 沿革
- 1999年10月 - 有限会社ニーズ札幌を創業
- 2001年4月 - 有限会社オグショーの代理店に加盟
- 2002年10月 - 資本を増資し株式会社に変更
- 2007年5月 - 「札幌オートサロン」に出展
- 2007年5月  - トランスポーターブランド「NEEDSBOX（ニーズボックス）」を展開
- 2008年5月  - 旭川トヨペット株式会社にてNEEDSBOXハイエースコンプリートカー販売開始
- 2009年1月  - 日本最大のカスタムカーショー「東京オートサロン」に初出展
- 2009年5月  - 「ワンボックスネットワーク協同組合」に加盟